# Rafa Peral
Rafael Roig Sanz, més conegut com a Rafa Peral (Alcoi, 4 de gener de 1905 - València, 14 de març de 1947) va ser un futbolista i artista valencià.
Format en el Regente, Peral va començar a jugar en el Gimnàstic, on prompte va destacar com el millor jugador de l'equip. Després d'un partit contra l'onze reserva del València, Cubells el fitxa en una primera etapa que s'estengué fins a finals de 1920. Després d'un parèntesi d'un any on va viure amb la seua família a Cartagena, el 1921 torna a València, on compaginaria durant dos anys aparicions amb el València i el Gimnàstic. Tot i les bones aparicions amb l'equip granota, finalment fitxaria pels merengots el 1923, on s'hi estaria fins a 1926. Un traspàs que fou fortament criticat a la premsa gimnastiquista.
Amb els de Mestalla participà en el primer enfrontament oficial contra el FC Barcelona, celebrat a Les Corts l'1 de març de 1925, en un partit de quarts de final de Copa del Rei. Al partit, Peral resultà lesionat després d'una forta entrada del capità barcelonista, Planas, que va ser expulsat per petició del propi públic, majoritàriament barcelonista. Hans Gamper li va enviar una nota demanant-li disculpes.
El 1926, un desencontre amb la directiva de l'equip va provocar que abandonara l'equip per a tornar a jugar amb el Gimnàstic durant poc més d'un any. El 1927 comença a exercir com artista faller i el seu rendiment comença a decaure. Tot i això, el 1928 l'Espanyol estigué a punt de fitxar-lo com a substitut del lesionat Padrón. L'oferta no va quallar ja que Peral havia disputat partits oficials amb el Gimnàstic i no podia jugar cap partit oficial aquella temporada. A partir d'aquell moment comença la tercera i última etapa en el València, on no seria titular i tindria un rendiment desigual.
En finalitzar la temporada 1928-29, el València li comunica de mala manera que no continuaria al club, provocant una nova ferida entre jugador i club. Passaria a jugar al Burjassot, i després a Alacant i Hèrcules, club este últim que li rendiria homenatge quan es retirara el 1932. El partit, contra el València, no es jugà a Mestalla per les males relacions entre el jugador i el club merengot.
Passada la Guerra Civil, ingressa com a professor en l'Escola Municipal d'Arts i Oficis de Sueca, ocupació que deixaria per a dedicar-se a les falles. A mitjans dels anys quaranta queda incapacitat per a treballar per malaltia, esgotant els seus estalvis i depenent d'ajudes d'amics i del València CF, que l'ajudà amb 2.500 pessetes. Morí el 14 de març de 1947, vespra de la plantà.